# Звезда (озеро)
Звезда — озеро в Восточной Антарктиде, расположенное в оазисе Вестфолл.
Первая аэрофотосъёмка озера была осуществлена в 1947 году во время американской операции Highjump. Названо Советской Антарктической экспедицией в 1956 году.